# Chrysanthia cyanescens
Chrysanthia cyanescens is een keversoort uit de familie schijnboktorren (Oedemeridae). De wetenschappelijke naam van de soort is voor het eerst geldig gepubliceerd in 1926 door Pic.